# Santi Mina
Santiago Mina Lorenzo (Vigo, Pontevedra, 7 de diciembre de 1995), más conocido como Santi Mina, es un futbolista español que juega en la posición de delantero.
Luego de haber sido condenado por abuso sexual en mayo de 2022, desde agosto de 2023 se encuentra sin equipo tras rescindir su contrato con el Real Club Celta de Vigo.

## Trayectoria

### R. C. Celta de Vigo
Santi Mina, hijo de Santiago Mina Vallespín, que jugó en el Celta entre los años 1981 y 1984, nació en Vigo el 7 de diciembre de 1995 y jugó en las categorías inferiores del R. C. Celta de Vigo, antes de pasar al primer equipo en la temporada 2012-13. El 5 de enero de 2013 firmó un contrato profesional con el Celta que lo vincularía hasta el año 2018. Debutó en Liga a los 17 años contra el Getafe C. F. el 16 de febrero de 2013, entrando como sustituto de Iago Aspas en el minuto 66 del encuentro. Fue su único partido disputado esa temporada con el primer equipo.
La temporada 2013-14 empieza a tener mucha más participación a las órdenes de Luis Enrique, anotando su primer gol en La Liga el 16 de septiembre de 2013 con solo 17 años, 9 meses y 10 días, siendo así además el goleador más joven de la historia del Celta en Primera División. Fue además el primer partido oficial disputado en el nuevo San Mamés y la victoria fue 3-2 para el Athletic Club. Justo el día que cumplía los 18 años, el 7 de diciembre de 2013, anotó su primer gol en Copa del Rey, también ante el Athletic Club. En total logró 3 goles en 31 partidos con el primer equipo.
La 2014-15 no empezó con tanto protagonismo para el nuevo técnico, Eduardo Berizzo, pero tuvo una gran recta final del campeonato y sorprendió el 11 de abril de 2015 logrando en la goleada 6-1 marcar 4 goles en solo 35 minutos al Rayo Vallecano en Balaídos, lo que le convirtió en el jugador más joven que consigue un póker de goles en la Primera División en los últimos 80 años, siendo el 4.º más joven en toda la historia. Volvió a marcar en las siguientes jornadas hasta lograr la cifra final de 9 goles y 4 asistencias en 24 partidos oficiales disputados esa campaña.

### Valencia C. F.
El 4 de julio de 2015, con 19 años, se confirmó su fichaje por el Valencia C. F., que pagó los 10 millones de la cláusula de rescisión del futbolista. Debutó en partido oficial con los de Nuno Espírito Santo en la 1.ª jornada de la temporada 2015-16 siendo titular frente al Rayo Vallecano en Vallecas, y participó en cuatro partidos de la Liga de Campeones, siendo su debut el 20 de octubre en Mestalla ante el K. A. A. Gante. Marcó su primer gol en Liga el 5 de diciembre de 2015, ya a las órdenes de Voro, logrando el gol del empate (1-1) en el 86' en Mestalla frente al F. C. Barcelona tras una gran asistencia de Paco Alcácer. Ese mismo mes, a las órdenes de Gary Neville, marcaría al Barakaldo C. F. en Copa y al Getafe C. F. Su primer gol en competición europea llegó el 18 de febrero de 2016, cuando anotó dos goles en la goleada 6-0 ante el Rapid de Viena en la Liga Europa. El club no logró los objetivos siendo 12.º, e incluso terminó con otro técnico (Pako Ayestaran), pero la participación de Santi fue positiva al lograr 8 goles y 6 asistencias en 36 partidos oficiales disputados.
La temporada 2016-17 también fue difícil para el equipo, que estuvo siempre demasiado cerca de los puestos de descenso y terminó de nuevo 12.º, con Pako Ayestaran primero, Cesare Prandelli después y finalmente Voro como técnico, pero Santi logró 6 goles en 31 partidos oficiales.
La temporada 2017-18 fue la mejor a nivel individual ya que logró hasta 15 goles en 38 partidos, entendiéndose perfectamente tanto con Simone Zaza como con Rodrigo Moreno a las órdenes de Marcelino García Toral. El equipo terminó 4.º y pudo festejar el regreso del club a la Liga de Campeones de la UEFA.
La 2018-19 era la temporada del centenario del Valencia C. F. y empezó difícil porque el equipo no respondía a las expectativas y los delanteros no veían portería, pero fue remontando el vuelo hasta alcanzar finalmente el deseado 4.º puesto en la Liga y el título de la Copa del Rey, el primer título que conseguía Santi en su carrera y que se tatuó en la pierna. No tuvo mucha continuidad en el once inicial, pero terminó con unos considerables 13 goles y 6 asistencias participando en hasta 45 partidos oficiales. Como curiosidad hay que destacar que llegó a esa cifra de goles anotando seis dobletes: ante el C. D. Ebro en Copa, ante el B. S. C. Young Boys en los que fueron sus primeros goles marcados en Liga de Campeones, ante el Rayo Vallecano en Liga, ante el Sporting de Gijón en Copa, ante el Levante U. D. en Liga y ante la S. D. Huesca también en Liga. Luego marcaría su último gol como valencianista el 12 de mayo de 2019 en Mestalla frente al Deportivo Alavés, siendo su último partido la semana siguiente en la última jornada ante el Real Valladolid.

### Regreso a Vigo
En verano de 2019, tras cuatro temporadas en el Valencia C. F., con 23 años y deseando tener un mayor protagonismo, se presentó la posibilidad de regresar al Real Club Celta de Vigo y no dudó en aceptar la propuesta de volver a su casa. Formó parte de la operación de traspaso de Maxi Gómez al Valencia C. F., y finalmente el 14 de julio de 2019 se hizo oficial su regreso a Vigo a las órdenes del técnico Fran Escribá.
Desde que su juicio por supuesto abuso sexual quedó visto para sentencia, siguió entrenándose con normalidad a las órdenes de Eduardo Coudet y jugando en todos los partidos. El primero tras la conclusión del proceso fue el disputado ante el Real Madrid, el 2 de abril de 2022. El jugador disputó los últimos 18 minutos del encuentro.
El 4 de mayo de 2022 el equipo lo apartó de sus filas, tras abrirle un expediente disciplinario para estudiar su situación laboral, después de ser condenado en un caso de abuso sexual. En julio el club se vio obligado a reintegrarlo en los entrenamientos con el primer equipo, y al mes siguiente lo cedió al Al-Shabab Club saudí.
El 4 de agosto de 2023 puso fin a su segunda etapa en la entidad viguesa después de haberle sido rescindido su contrato de manera unilateral.

## Problemas judiciales
En junio de 2017 una joven denunció en la localidad almeriense de Mojácar al jugador y a su excompañero del R. C. Celta David Goldar por violación sexual.
Finalmente, en mayo de 2022, fue condenado a cuatro años de prisión -en suspenso- y a una indemnización de 50 000 euros al considerar probado el tribunal de la sección tercera de la Audiencia Provincial de Almería un delito de abuso sexual, pero no de agresión sexual, del que era acusado por parte de la Fiscalía y de la acusación particular. El otro futbolista implicado en el caso, Goldar, fue absuelto de la acusación de colaboración necesaria.

## Estadísticas

### Clubes
Actualizado al último partido disputado el 31 de mayo de 2023.
| Club                          | Div.          | Temporada     | Liga  | Liga  | Copas nacionales | Copas nacionales | Copas internacionales | Copas internacionales | Total | Total |
| Club                          | Div.          | Temporada     | Part. | Goles | Part.            | Goles            | Part.                 | Goles                 | Part. | Goles |
| ----------------------------- | ------------- | ------------- | ----- | ----- | ---------------- | ---------------- | --------------------- | --------------------- | ----- | ----- |
| R. C. Celta de Vigo · España  | 1.ª           | 2012-13       | 1     | 0     | 0                | 0                | ―                     | ―                     | 1     | 0     |
| R. C. Celta de Vigo · España  | 1.ª           | 2013-14       | 29    | 2     | 2                | 1                | ―                     | ―                     | 31    | 3     |
| R. C. Celta de Vigo · España  | 1.ª           | 2014-15       | 20    | 7     | 4                | 2                | ―                     | ―                     | 24    | 9     |
| Valencia C. F. · España       | 1.ª           | 2015-16       | 26    | 4     | 4                | 1                | 6                     | 3                     | 36    | 8     |
| Valencia C. F. · España       | 1.ª           | 2016-17       | 29    | 6     | 2                | 0                | —                     | —                     | 31    | 6     |
| Valencia C. F. · España       | 1.ª           | 2017-18       | 32    | 12    | 6                | 3                | —                     | —                     | 38    | 15    |
| Valencia C. F. · España       | 1.ª           | 2018-19       | 30    | 7     | 5                | 4                | 10                    | 2                     | 45    | 13    |
| Valencia C. F. · España       | Total club    | Total club    | 117   | 29    | 17               | 8                | 16                    | 5                     | 150   | 42    |
| R. C. Celta de Vigo · España  | 1.ª           | 2019-20       | 34    | 6     | 2                | 2                | —                     | —                     | 36    | 8     |
| R. C. Celta de Vigo · España  | 1.ª           | 2020-21       | 34    | 12    | 1                | 1                | —                     | —                     | 35    | 13    |
| R. C. Celta de Vigo · España  | 1.ª           | 2021-22       | 33    | 7     | 3                | 2                | —                     | —                     | 36    | 9     |
| R. C. Celta de Vigo · España  | Total club    | Total club    | 151   | 34    | 12               | 8                | ―                     | ―                     | 163   | 42    |
| Al-Shabab Club Arabia Saudita | 1.ª           | 2022-23       | 27    | 6     | 1                | 0                | 1                     | 0                     | 29    | 6     |
| Al-Shabab Club Arabia Saudita | Total club    | Total club    | 27    | 6     | 1                | 0                | 1                     | 0                     | 29    | 6     |
| Total carrera                 | Total carrera | Total carrera | 295   | 69    | 30               | 16               | 17                    | 5                     | 342   | 90    |

### Tripletes
| 1 | 11 de abril de 2015 | Balaídos | Celta de Vigo - Rayo Vallecano |  | 6 - 1 | Primera División de España 2014-15 |

## Palmarés

### Títulos nacionales
| Título       | Club           | País   | Año     |
| ------------ | -------------- | ------ | ------- |
| Copa del Rey | Valencia C. F. | España | 2018-19 |